# Кен Уоллер
Кен Воллер (англ. Ken Waller, нар. 20 березня 1942, Джефферсонвілль, штат Індіана, США) — відомий американський бодібілдер.
Брав участь у фільмі Помпуючи залізо і в епізодичній ролі у фільмі Залишайся голодним. Переможець конкурсу Містер Олімпія 1976 року в категорії понад 90,7 кг, також був на призових місцях з 1969 по 1976 роки в американських і світових змаганнях з бодібілдингу. Відомий своїми червоними кучерявим волоссям і веснянками.

## Життєпис
Кен Воллер народився 20 березня 1942 року в невеликому містечку Джефферсонвілль, штат Індіана. Навчався в університеті Боулінг Грін, який знаходиться в Західному Кентуккі, де був членом команди з американського футболу. Фотографія Кена раніше висіла у футбольній роздягальні. Далі він грав в професійний футбол в Канаді, після служби в Корпусі морської піхоти США і викладання в середній школі Луїсвілля.

## Кар'єра

### В бодібілдингу
Воллер є одним з найчастіших переможців змагань аматорів бодібілдингу в 1970-х роках. Його найпомітніша перемога була зображена у фільмі Помпуючи залізо на Містер Всесвіт 1975 року. Він посунув на п'єдесталі Роджера Вокера з Австралії, Пола Гранта з Уельсу і Майка Катца з США. Він продовжив змагатися на професійному рівні і наступного року на конкурсі Містер Олімпія. Потім кар'єра бодібілдера завершилася в 1981 році в 39-річному віці.

## Історія виступів
- Містер Олімпія 1981 16
- Гран Прі Каліфорнія 1980 7
- Містер Олімпія 1980 16
- Пітсбург Про 1980 — * Ніч чемпіонів 1979 6
- Містер Олімпія 1977 5
- Містер Олімпія 1977 2 в категорії +200 lb (понад 90,7 кг)
- Містер Олімпія 1976 1 в категорії +200 lb (понад 90,7 кг)
- Містер Юніверс 1975 1
- Містер Юніверс 1975 1 в категорії високий зріст
- Містер Юніверс 1974 2 в категорії високий зріст
- Містер Юніверс 1973 2 в категорії високий зріст
- Містер Інтернешнл 1972 1
- Містер Інтернешнл 1972 1 в категорії високий зріст
- Містер Інтернешнл 1971 1 в категорії високий зріст